# Vlag van Rauwerd

Vlag van Rauwerd

De vlag van Rauwerd is het dorpsvlag van het Nederlandse dorp Rauwerd, in de Friese gemeente Súdwest-Fryslân. Bij gemeenteraadsbesluit van 8 december 1985 zijn een wapen en een vlag vastgesteld voor de 18 dorpen van de voormalige gemeente Boarnsterhim. De vlag werd in 1986 geregistreerd.

## Beschrijving
De beschrijving van de vlag is als volgt:
Twee lengtebanen van wit en rood, verhouding van lengten 2:1; in de witte baan een rode roos.
De kleuren zijn afkomstig van het dorpswapen.

## Symboliek

Roos: ontleend aan het wapen van het geslacht Van Jongema dat bij het dorp de Jongema State bewoonde.
- Kleurstelling: komt overeen met het wapen van Rauwerderhem, de gemeente waar het dorp eertijds tot behoorde.[2]